# Damalis heterocera
Damalis heterocera là một loài ruồi trong họ Asilidae. Damalis heterocera được Wiedemann miêu tả năm 1821.